# Girimukti (Campaka)
Girimukti is een bestuurslaag in het regentschap Cianjur van de provincie West-Java, Indonesië. Girimukti telt 6083 inwoners (volkstelling 2010).